# 機關槍連續掃射 -Mr.Children Bootleg-
《機關槍連續掃射 -Mr.Children Bootleg-》，是日本樂團Mr.Children的第12張單曲。1996年8月8日發行。

## 簡介
原先是同年6月發行的原創音樂專輯《深海》的曲目《機關槍連續掃射》，由於較受歡迎而決定以single-cut的形式發行獨立單曲，而且加上「Mr.Children Bootleg」的副標題，「Bootleg」即「未經授權的現場錄音」之意，不等於盜版。
以當時十分罕見的12cm CD形式發行。
總銷量73.3萬張，是1996年度日本單曲銷量第33位。

## 收錄曲目
1. 機關槍連續掃射 -Mr.Children Bootleg-(マシンガンをぶっ放せ -Mr.Children Bootleg-)
作詞、作曲：櫻井和壽；編曲：小林武史 & Mr.Children
2. Love is Blindness
作詞、作曲：櫻井和壽；編曲：小林武史 & Mr.Children
3. 旅人
作詞、作曲：櫻井和壽；編曲：小林武史 & Mr.Children

## 外部連結
- 唱片介紹 （页面存档备份，存于） Mr.Children官方網站